# Južnopesisirski jezik
Južnopesisirski dijalekt (ISO 639-3: pec; južni pesisir), dijalekt jezika lampung api s južne Sumatre u Indoneziji, regencija (kabupetan) Pesisir Selatan (Južni Pesisir). 400 000 govornika (1976 D. Walker). Nekada se smatrao posebnim jezikom iz sada nepriznate podskupine pesisir, šira skupina lampung.
Od dijalekata (pod-dijalekata) navode se: kota agung (jugozapadni lampung), way lima, kalianda (jugoistočni lampung), telukbetung i talang padang.

## Vanjske poveznice
- Ethnologue (14th)
- Ethnologue (16th)